# Cadafais

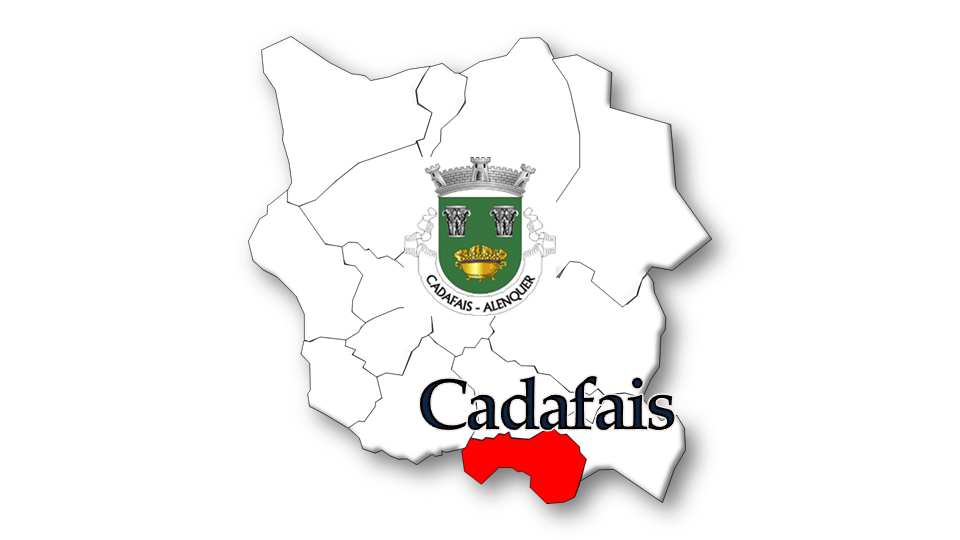
Localização da antiga Freguesia de Cadafais no Município de Alenquer

Cadafais é uma povoação portuguesa do Município de Alenquer que foi sede da extinta Freguesia de Cadafais, freguesia que tinha 9,43 km² de área e 1 734 habitantes (2011), e, portanto, uma densidade populacional de 183,9 hab/km².
A Freguesia de Cadafais foi extinta (agregada) em 2013, no âmbito de uma reforma administrativa nacional, tendo sido agregada à freguesia de Carregado, para formar uma nova freguesia denominada União das Freguesias de Carregado e Cadafais com sede em Carregado.

## População
★ Em 1984 foram desanexados lugares para criar a freguesia do Carregado

| Nº de habitantes | Nº de habitantes | Nº de habitantes | Nº de habitantes | Nº de habitantes | Nº de habitantes | Nº de habitantes | Nº de habitantes | Nº de habitantes | Nº de habitantes | Nº de habitantes | Nº de habitantes | Nº de habitantes | Nº de habitantes | Nº de habitantes | Nº de habitantes |
| ---------------- | ---------------- | ---------------- | ---------------- | ---------------- | ---------------- | ---------------- | ---------------- | ---------------- | ---------------- | ---------------- | ---------------- | ---------------- | ---------------- | ---------------- | ---------------- |
| Censo            | 1864             | 1878             | 1890             | 1900             | 1911             | 1920             | 1930             | 1940             | 1950             | 1960             | 1970             | 1981             | 1991             | 2001             | 2011             |
| Habit            | 1 260            | 1 191            | 1 251            | 1 354            | 1 541            | 2 342            | 1 744            | 1 969            | 2 146            | 2 437            | 3 084            | 3 542            | 1 558            | 1 687            | 1 734            |
| Varº             |                  | -5%              | +5%              | +8%              | +14%             | +52%             | -26%             | +13%             | +9%              | +14%             | +27%             | +15%             | -56%             | +8%              | +3%              |

|     | 0-14 anos  | 15-24 anos | 25-64 anos | 65 e + anos |
| Hab | 253 \| 277 | 194 \| 168 | 943 \| 954 | 297 \| 335  |
| Var | +9%        | -13%       | +1%        | +13%        |

## Aldeias da Freguesia de Cadafais
A Freguesia de Cadafais era constituída por cinco pequenas aldeias: Cadafais, Refugidos, Casais da Marmeleira, Preces e Carnota de Baixo. Confronta a norte com Santo Estêvão; a sul com os Municípios de Arruda dos Vinhos e Vila Franca de Xira; a nascente com o Carregado e a poente com Carnota.
A Aldeia com mais população de Cadafais é a Aldeia dos Casais da Marmeleira, conhecida antigamente como "os Casais".
As terras férteis da localidade, nomeadamente na vinha, completam a vasta gama de vinhos regionais do concelho de Alenquer.

## Cultura
A juventude de Cadafais é uma associação recreativa e desportiva que organiza vários eventos culturais para Cadafais. O grupo de Kenpo da juventude de Cadafais presidido pelo Sensei João Monteiro, fundado em 2006 já foram campeões nacionais no escalão 8-10 anos na categoria de "kata Tradicional" que se realizou em Samora Correia do mesmo ano. Em 2011 no Campeonato Nacional em Alverca a escola de kenpo dos Cadafais arrecadou 12 medalhas apenas com 6 atletas.
O grupo tem marcado presença em estágios nacionais e demonstrações em todo o concelho.

## Património
- Estação arqueológica da Pedra de Ouro
- Igreja de Nossa Senhora da Assunção, Torre Velha e Cruzeiro
- Capela da Quinta da Ponte
- Fonte dos Casais da Marmeleira